# Metallochlora roseifimbria
Metallochlora roseifimbria là một loài bướm đêm trong họ Geometridae.